# Емилия (певица)
Вижте пояснителната страница за други личности с името Емилия.
Емилия Янчева Вълева-Башур, по-известна само като Емилия, е българска попфолк певица.

## Биография

### 2007 – 12:„Родена съм да те обичам“, „Така ми харесва“и„Смелите си имат всичко“
През зимата на 2007 – 2008 година издава песента „Дори и да боли“.[източник? (Поискан преди 13 дни)]
На 11 май 2008 година ражда първородния си син Иван.
През септември 2009 година записва песента „Няма как“, дует с поп певеца Стефан Илчев, а през ноември пуска баладата, първоначално писана за Галена, „Мъртви души“. Първата песен и клип, която представя за 2010 г. е по-дискотечната – „Искаш ли...“. Певицата печели класацията на signal.bg с рекорден брой точки с парчето „Искаш ли“ На 21 март излиза новия албум на Емилия – „Така ми харесва“. Албумът включва 10 песни. След албума Емилия прави видеоклип към песента, дала и заглавието на новия ѝ албум – „Така ми харесва“ На 6 юли излиза клипа към песента – „Пробвай ме“, а след лятното турне веднага излиза баладата – „По твоите следи“. След голямата сензация Малина, Галена и Емилия снимат много провокативен и забавен клип към песента „Аларма“. Другото уникално попадение в актьорския състав е Латинка Петрова, която внася колорит във видеото. Веднага след церемонията Емилия заминава на турне в САЩ (Емилия – USA Tour 2010), който минава през 8 американски града.
В началото на февруари излиза и клипа към песента – „Двойно“. Следват го „Осмелявам се“ и „Щом така го искаш“ На 15 август излиза видеото към песента „Смелите си имат всичко“. На 15 ноември излиза новото динамично парче на певицата – „Не се променям“, а в края на годината видео излиза към баладата – „Грешница“. По време на Коледните и Новогодишни празници с ТВ версии се завъртат видеоклипът на Емилия и Сакис Кукос към песента „O Tannenbaum“. В началото на 2012 г. Емилия записва песен под името „Моята половина“ и за четвърта поредна седмица Емилия е на върха в „50-те най...“ с „Моята половина“ на портала signal.bg Емилия прави официална промоция на своя осми самостоятелен албум на 20 юни – „Смелите си имат всичко“ на живо по телевизия „Планета“, заедно с видеоклипа към една „Свързано е с теб“. Албумът включва 14 песни. Следват го „Ще чакам да ми звъннеш“ и „Просто те убивам“ от албума „Смелите си имат всичко“

### 2013 – 18:„Ех, Българийо красива“
Първата песен и клип, която представя за 2013 г. е „Кукла“ точно на 14 февруари – деня на Свети Валентин. Песента става хит и е четири поредни седмици лидер в „50-те най...“. Точно след 4 месеца излиза новото видео на Емилия, което е към песента „Ти си ми“. В него Емилия залага изцяло на индийските ритми и индийското звучене а на 24 юли излиза видеото на Емилия към баладата „Ако си звезда“. След тези успехи Емилия продължава с разнообразието и изненадите в стиловете и предлага ново заглавие „Оставаш сам“.
В началото на годината Емилия представя първата си песен за 2014 година „Кой ще му каже / Boi Tegali li“. Парчето е динамично и е в дует с израелския изпълнител Ави Бенеди, който е и автор на музиката. На 20 юни излиза вторият съвместен проект на Емилия и Ави Бенеди. Парчето е със заглавие „Балкания“ и в него се включва също Brian. Точно след един месец промотирана денс версията на песента „Кой ще му каже/ Boi Tegali Li“ на Емилия и Ави Бенеди, която е с балет FAME. В края на лятото излиза „Да бях от гадните“ е първият солов проект на Емилия за 2014-а и песента оглавява класацията „Планета Топ 20“ за месец септември. Веднага след церемонията Емилия и Ави Бенеди правят първия си съвместен концерт в Русия. Това е и дебют на изпълнители на „Пайнер“ в Москва. През декември Емилия промотира най-новата си песен на концерта на телевизия „Планета“. Сингълът е със заглавие „Без въпроси“ и след една седмица Емилия засне и видео към него. Същият месец Карлос представя новата си песен и видеоклип „Кофти хора“, която е с участието на Емилия.
След 6-месечна творческа пауза, на 9 юни 2015 г. излиза новото видео на Емилия към песента „Ето ме“. На 11 юни по случай концерта „25 години Пайнер“ заедно с Анелия, Преслава, Деси Слава, Галена и Цветелина Янева представя нов вариант на популярната народна песен „Лале ли си, зюмбюл ли си“. Месец по-късно на 9 юли излиза и видеоклип към нея Същият месец излиза дългоочакваният първи фолклорен албум на Емилия, който носи заглавието „Ех, Българийо красива“. На 17 юли Емилия и Тони Стораро представят дуетната си песен „Питбул“. В края на годината Емилия и Борис Дали представиха дуетната си песен „Обичай ме“.
На 21 март 2016 г. Емилия промотира новия си проект, озаглавен „California“, който е с участието на DJ Цеци Лудата Глава. Съвместното им парче „California“ спечели за 5-и път класацията на Signal.bg. В разгара на лятото певицата промотира сингълът „Специално за всяка“.
На 3 октомври 2016 г. Емилия ражда дъщеря си Мира.
На 21 март 2017 г. Емилия с дует заглавие Напусни с участието DJ Цеци Лудата Глава. В средата на ноември Емилия и Емануела представиха колаборацията си „Все едно ми е“. За поредна година Емилия и Сакис Кукос се събраха заедно за нов коледен проект. „Hristougena / Една любов“.
На 4 декември, Емилия за пореден път участва в концерта по случай рождения ден на телевизия Планета, където представя ефектно шоу с балет „Fame“ и микс от песните ѝ излезли през годината.

### 2019 – „Акула“ и прекратяване на договора с „Пайнер“
През ноември 2021 г. прекратява договора си с „Пайнер“.

## Дискография

### Студийни албуми
- Весело момиче (2001)
- Нежни устни (2002)
- Ангел в нощта (2004)
- Самотна стая (2005)
- Мисли за мен (2006)
- Родена съм да те обичам (2008)
- Така ми харесва (2010)
- Смелите си имат всичко (2012)
- Ех, Българийо красива (2015)[56]
- Акула (2020)
- Турбуленция (2023)

### Компилации
- Целувай ме – Best Ballads (2007)
- The Best Selection (2010)
- Златните хитове на Пайнер 7 (2013)[56]

## Видеоалбуми
- Best Video Collection (2006)

## Награди
| Година | Получател                       | Награда |
| ------ | ------------------------------- | --- |
| 1999   | Емилия                          | Награда за дебют („Тракия фолк“)                                                                                    |
| 2002   | „Молитва за децата на България“ | Втора награда на журито („Пирин фолк“)                                                                              |
| 2003   | „Легенда за любовта“            | Първа награда на журито („Тракия фолк“)                                                                             |
| 2003   | „Легенда за любовта“            | Трета награда на публиката („Тракия фолк“)                                                                          |
| 2003   | „Безумна любов“                 | Дует на годината (ТВ „Планета“)                                                                                     |
| 2003   | „Безумна любов“                 | Дует на годината (сп. „Нов Фолк“)                                                                                   |
| 2005   | Емилия                          | Награда на „Самсунг“ (Годишните награди на ТВ „Планета“)                                                            |
| 2006   | Емилия                          | Награда на „2 ВЕ“ (Годишните награди на ТВ „Планета“)                                                               |
| 2006   | Емилия                          | Награда на клубовете „Планета Пайнер“ (Годишните награди на ТВ „Планета“)                                           |
| 2007   | Емилия                          | Най-атрактивно медийно присъствие (Годишните награди на ТВ „Планета“)                                               |
| 2008   | Емилия                          | Най-атрактивно медийно присъствие (Годишните награди на ТВ „Планета“)                                               |
| 2008   | Емилия                          | Вокално майсторство (Годишни награди на „Нов фолк“)                                                                 |
| 2009   | Емилия                          | Артистично присъствие на изпълнител във видеоклип (Годишните награди на ТВ „Планета“)                               |
| 2009   | Емилия                          | Награда на радио Романтика за най-излъчван романтичен изпълнител (Годишни награди на сп. „Нов фолк“)                |
| 2010   | Емилия                          | Най-добро изпълнение на живо (Годишни награди на „Нов фолк“)                                                        |
| 2010   | Емилия                          | Артистично присъствие във видеоклип (Годишни награди на ТВ „Планета“)                                               |
| 2010   | Емилия                          | Посланик на българската музика (Годишни награди на ТВ „Планета“)                                                    |
| 2011   | „Грешница“                      | Баладичен хит (Годишни награди на ТВ „Планета“)                                                                     |
| 2011   | „Смелите си имат всичко“        | Кавърверсия на годината (Годишни награди на „Нов фолк“)                                                             |
| 2012   | „Смелите си имат всичко“        | Албум на годината (Годишни награди на ТВ „Планета“)                                                                 |
| 2013   | „Ти си ми“                      | Артистично присъствие във видеоклип (Годишни награди на ТВ „Планета“)                                               |
| 2013   | „Ти си ми“                      | Видеоклип на годината (Награда на Signal.bg)                                                                        |
| 2014   | „Кой ще му каже“                | Дуетна песен на годината (Годишни награди на ТВ „Планета“)                                                          |
| 2015   | „Обичай ме“                     | Баладичен хит на годината (Годишни награди на ТВ „Планета“)                                                         |
| 2015   | „Ех, Българийо красива“         | Фолклорен албум на годината (Годишни награди на ТВ „Планета“)                                                       |
| 2017   | „Как да изтрезнея“              | Дует на годината (The 1 Exclusive Lifestyle Awards)                                                                 |
| 2018   | „Завинаги“                      | Баладична песен на годината (Годишни награди на folkplus.bg)                                                        |
| 2018   | „По такива си падам“            | Дует на годината (The 1 Exclusive Lifestyle Awards)                                                                 |
| 2018   | Емилия и Жорж Башур             | Двойка на годината (The 1 Exclusive Lifestyle Awards)                                                               |
| 2019   | „Акула“ / „Тръгвай си“          | Дует на годината (Годишни награди на FolkPlus)                                                                      |
| 2019   | „Акула“ / „Тръгвай си“          | Видеоклип на годината (Годишни награди на FolkPlus)                                                                 |
| 2020   | "Djeale"                        | Международен хит на годината (Годишни награди на FolkPlus)                                                          |
| 2021   | „Турбуленция“                   | Колаборация на годината (Годишни награди на FolkPlus)                                                               |
| 2024   | Слави Трифонов и Емилия         | Попфолк дует (Първи годишни музикални награди на радио Веселина 2024)                                               |
| 2024   | „Закъсня“                       | Дуетна попфолк песен (Първи годишни музикални награди на радио Веселина 2024)                                       |
| 2024   | Емилия                          | Специална награда на генералния спонсор „Бонанза Бачорски“ (Първи годишни музикални награди на радио Веселина 2024) |
| 2024   | „Остави ме, любов“              | Фючъринг на годината                                                                                                |

## Изяви
Концерти зад граница: Северна Македония, Турция, Великобритания, Австрия, Испания, Австралия, Гърция, САЩ, Русия
Емилия е сред участниците в националните турнета на „Пайнер“.

## Филмография
- Отплата (2012) – в ролята на Мария Боянова